# Avarua
 (novembre 2018).
Si vous disposez d'ouvrages ou d'articles de référence ou si vous connaissez des sites web de qualité traitant du thème abordé ici, merci de compléter l'article en donnant les références utiles à sa vérifiabilité et en les liant à la section « Notes et références ».
Avarua est la capitale des Îles Cook et l'un des 5 districts de l’île de Rarotonga. Situé sur la côte nord, ses limites vont de la vallée de la Tupapa à Nikao (Zone de l'aéroport). Celles-ci correspondent à peu près à celles de l'ancienne tribu de Teauotonga, ces dernières ayant évolué au cours de l'histoire. En 2013, la ville abritait 13 595 habitants, ce qui en fait la ville la plus peuplée du pays.
Faisant face aux deux principales passes récifales de l'île, Avarua qui signifie littéralement les deux (rua) passes (ava), a pu en raison de cet emplacement privilégié, se développer plus rapidement que le reste de l'île. S'y concentrent aujourd'hui les principaux commerces, administrations et infrastructures de l'île (bâtiments gouvernementaux, ports, aéroport, annexe de l'Université du Pacifique Sud, Bibliothèque nationale, banque nationale, auditorium...).
À la suite des cinq cyclones successifs de février-mars 2005, Avarua a subi de nombreux dégâts de même que l'ensemble de la partie orientale de l'île.

## Géographie
Avarua se situe au nord de Rarotonga, la plus grande île du pays. Comme son nom l'indique en maori, la ville fait face aux deux plus grandes passes récifales de cette île.

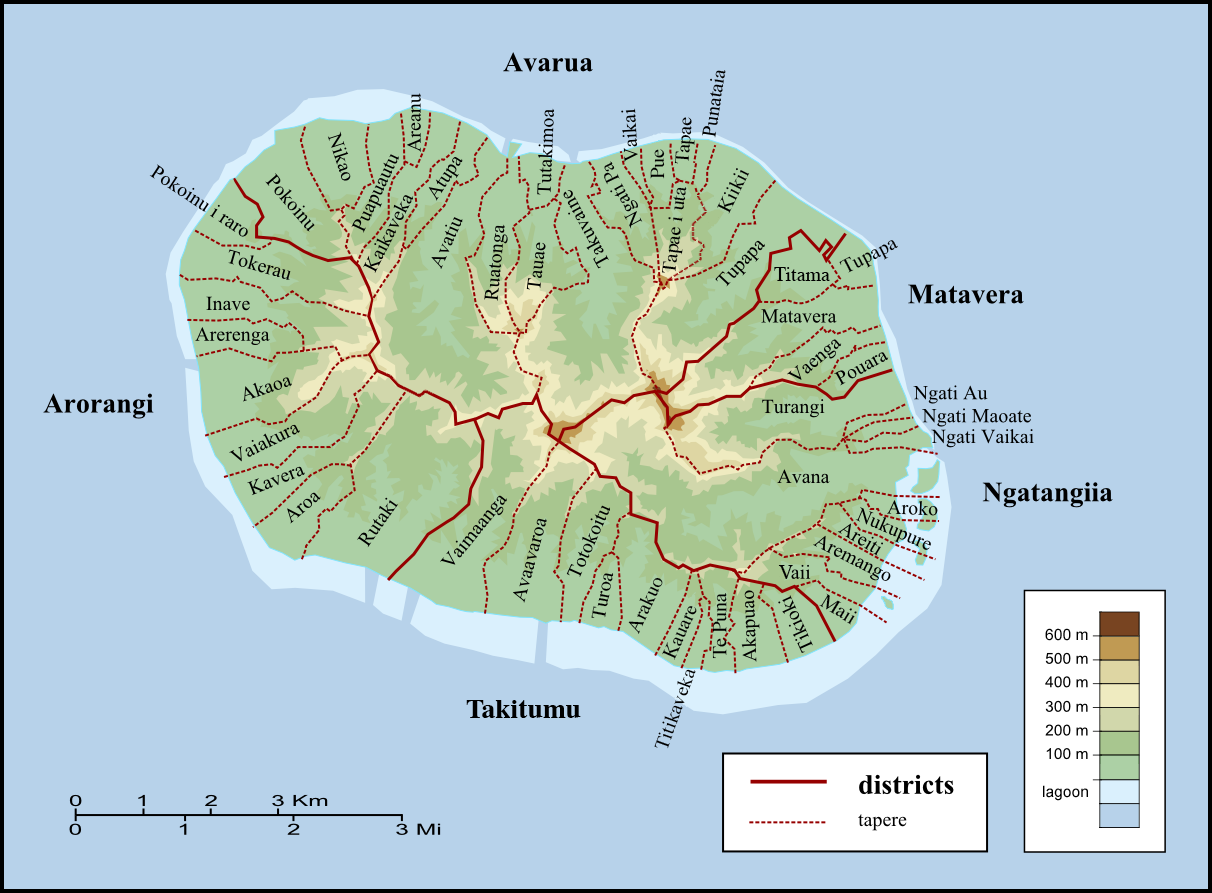
Districts et tapere de Rarotonga

## Démographie
En 2013, la ville comptait 13 595 habitants, ce qui fait d'Avarua la plus grande ville du pays. Elle regroupe près de la moitié de la population cookienne.

## Économie
La pêche détient une place importante dans l'économie de la ville, bien qu'Avarua soit essentiellement tournée vers le secteur tertiaire, notamment le tourisme. Avarua abrite également la banque nationale. Il y a beaucoup de rues commerçantes.

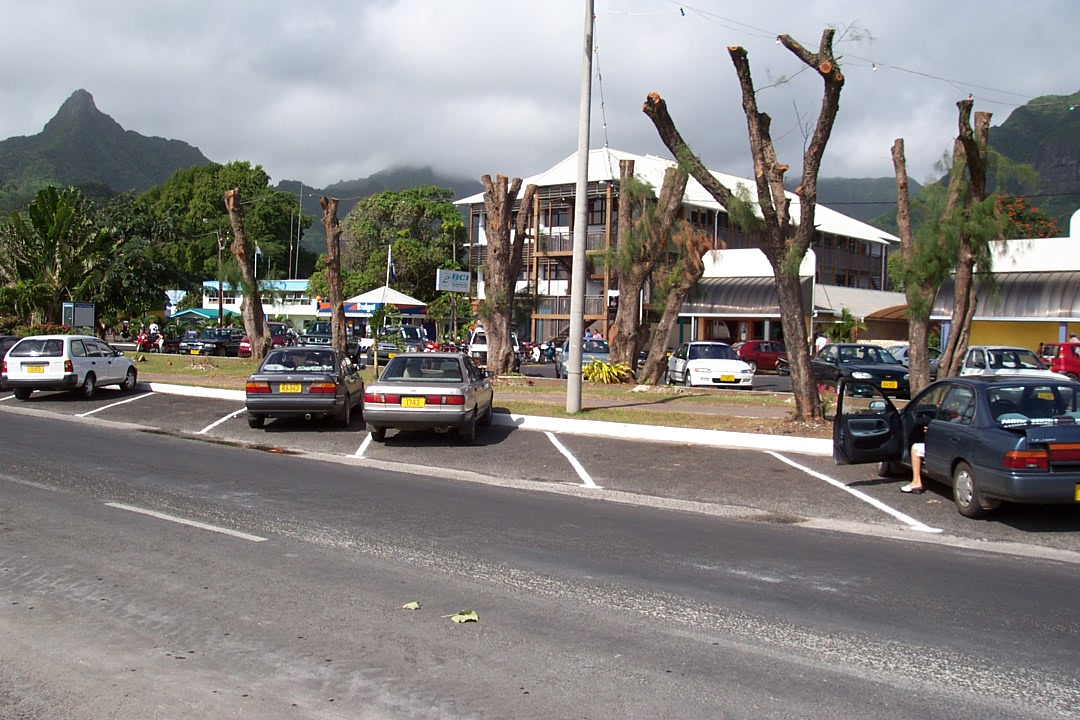
Le siège de la banque des îles Cook

## Santé
La ville dispose d'un hôpital.

## Principaux lieux et monuments

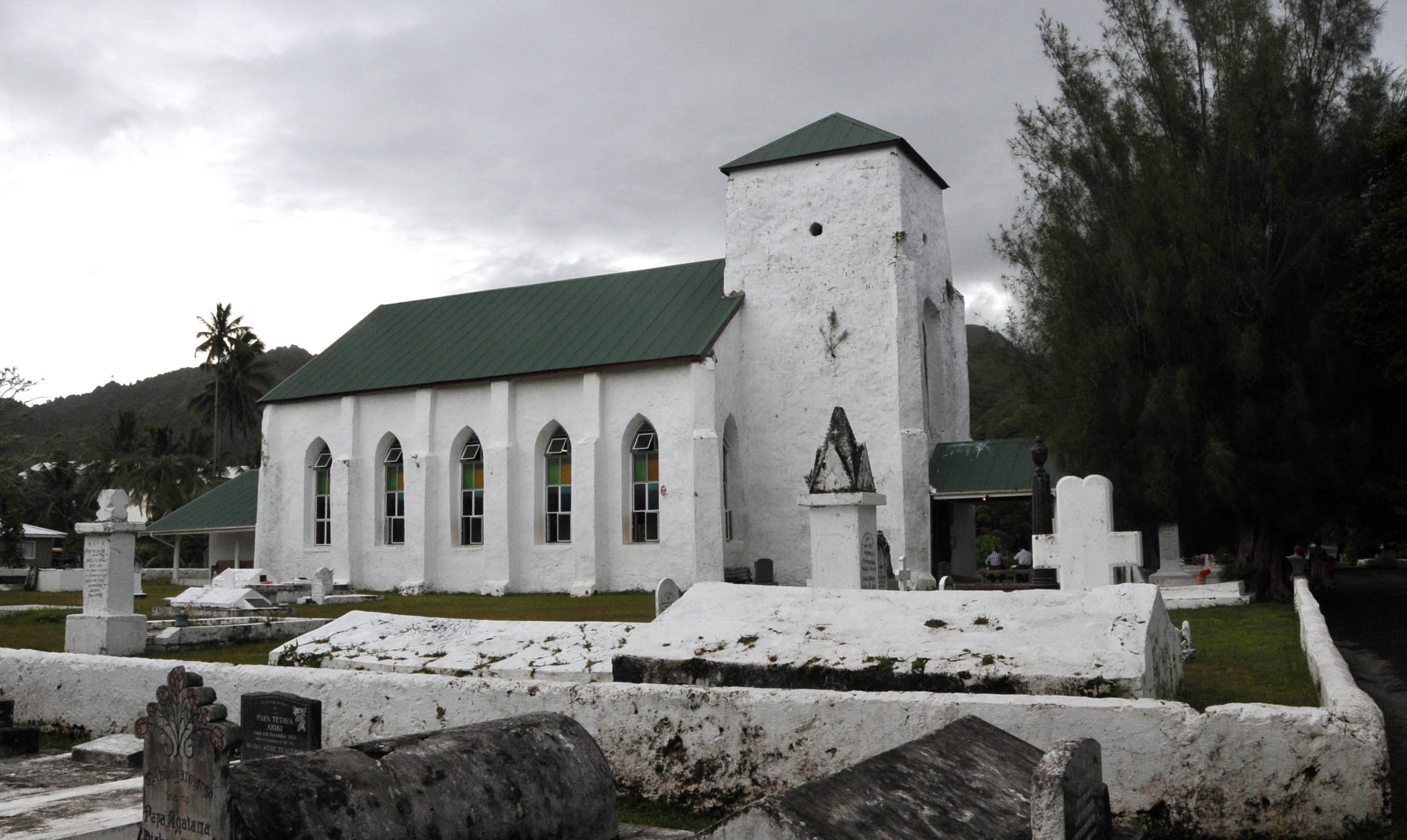
Église chrétienne des îles Cook à Avarua.

- le Te Manga, point culminant du pays, se trouve au sud de la ville.
- la Vallée de la Tupapa
- plages
- le patrimoine religieux est important. La cathédrale Saint-Joseph en est la carte maîtresse. Outre la cathédrale, il existe quelques églises (Église chrétienne des îles Cook) où il est possible d'assister aux messes et aux chants religieux.

## Structures sportives
Le BCI Stadium est un stade multifonction d'une capacité d'environ 3 000 places. Il est utilisé pour l'athlétisme et les matches de l'équipe nationale de football, de rugby à XIII et de rugby à XV.